# Еполетик колумбійський
Еполе́тик колумбійський (Macroagelaius subalaris) — вид горобцеподібних птахів родини трупіалових (Icteridae). Ендемік Колумбії.

## Опис
Довжина птаха становить 30 см. Забарвлення повністю тьмяне, синювато-чорне, внутрішня сторона крил рудувато-коричнева. Дзьоб чорний, конічної форми.

## Поширення і екологія
Колумбійські еполетики мешкають на західних схилах Східного хребта колумбійських Анд в департаментах Сантандер і Бояка. Раніше вони спостерігалися також в департаментах Норте-де-Сантандер і Кундінамарка. Колумбійські еполетики живуть у вологих гірських тропічних лісах Quercus humboldtii поблизу боліт. Зустрічаються на висоті від 2100 до 2900 м над рівнем моря.

## Поведінка
Колумбійські еполетики зустрічаються зграями, іноді приєднуються до змішаних зграй птахів. Сезон розмноження триває з травня по вересень. Колумбійські еполетики гніздяться колоніями, гнізда розміщуються на деревах Quercus humboldtii або Escallonia pendula.

## Збереження
МСОП класифікує цей вид як такий, що перебуває під загрозою зникнення. За оцінками дослідників, популяція колумбійських еполетиків становить від 600 до 1700 птахів. Їм загрожує знищення природного середовища.